# 邓川镇
邓川镇，是中华人民共和国云南省大理白族自治州洱源县下辖的一个乡镇级行政单位。

## 行政区划
邓川镇下辖以下地区：
新州村、旧州村、腾龙村和中和村。